# 2700 av. J.-C.
Cette page concerne l'année 2700 av. J.-C. du calendrier julien proleptique.

## Événements
L’histoire de Tyr se confond avec l’histoire de Sidon principalement parce que, sur plusieurs périodes, les deux villes étaient unifiées. Hérodote, qui visite la ville en 450 av. J.-C., est informé par les prêtres du temple de Melqart que la ville avait été fondée en même temps que le temple et que Tyr était habitée depuis deux mille trois cents ans, ce qui donne la date approximative de 2700 av. J.-C. Cette date fut attestée par l’archéologie.

## Décès
- Djéser, pharaon d'Égypte antique (d'après Krauss).